# Powiat Kitamurayama
Powiat Kitamurayama (jap. 北村山郡 Kitamurayama-gun) – powiat w Japonii, w prefekturze Yamagata. W 2024 roku liczył 5980 mieszkańców.

## Miejscowości
- Ōishida